# Håkan Lidbo
Nils Johan Håkan Lidbo, född 20 juli 1965 i Fosie församling i Malmö, är en svensk musikproducent, främst verksam inom electronica men även andra genrer.
Lidbo har givit ut omkring 300 skivor på en rad olika skivbolag, och har samarbetat med artister som Fatboy Slim och Depeche Mode. Han var redaktör för radioprogrammet Ström på Sveriges Radio P2 och drev Voltfestivalen i Uppsala. Tillsammans med hustrun Ulrika Lidbo låg han bakom musikprojektet Pay TV, som deltog i svenska Melodifestivalen 2004 och 2005. Med Kalle Dixelius startade han projektet Jävla kritiker! (2006), där ett antal musiker tolkade fiktiva skivrecensioner av låtar som ännu inte fanns.

## Utmärkelser
- 2003 – P3 Guld: Årets dans för Sexy Robot[10]
- 2011 – Stockholms stads hederspris[11]